# Wiera Karalli
Wiera Aleksiejewna Karalli (ur. 27 lipca 1888 lub 1889 w Moskwie, zm. 16 listopada 1972 w Baden) – rosyjska baletnica, choreografka i gwiazda kina niemego.
W 1906 ukończyła szkołę baletową przy Teatrze Bolszoj. Odtąd była częścią zespołu teatru jako primabalerina. Była ulubioną uczennicą Aleksandra Gorskiego, ówczesnego dyrektora Teatru Bolszoj (w późniejszych latach Gorski opracowywał tańce do jej ról kinowych). W latach 1909 oraz 1919-1920 tańczyła też w zespole Ballets Russes Siergieja Diagilewa. 
W 1914 roku zadebiutowała jako aktorka kinowa w filmie Piotra Czardynina pt. Ty pomnisz li? z Iwanem Mozżuchinem. Aktorzy i aktorki teatralni mieli co prawda zakaz występowania w kinie, jednak istnieją przypuszczenia, że zakaz ten uchylono dla Karalli, ponieważ była kochanką wielkiego księcia Dymitra Romanowa. W kolejnych latach Karalli zagrała m.in. w Obożżonnyje krylja (reż. Jewgienij Bauer, 1915), Nataszy Rostowej (adaptacja Wojny i pokoju, reż. Piotr Czardynin, 1915), Chryzantemach (reż. Piotr Czardynin, 1914) i Umierającym łąbędziu (1917). Sama napisała też scenariusz do filmów Rodnyje duszy (1915) i Siestry Bronskije (1916). 
Istnieją podejrzenia, że Wiera Karalli, jako kochanka Dymitra Romanowa, mogła być powiązana z zabójstwem Grigorija Rasputina w 1916 roku. Według zeznań mogła być jedną z kobiet obecną w noc morderstwa w pałacu Feliksa Jusupowa (drugą miała  być Marianna Pistolkors). Jednak nie udowodniono, że Koralli opuściła swój hotel w noc zamachu. 
W 1918 roku Karalli opuściła Rosję i wyemigrowała do Francji. W późniejszych latach mieszkała m.in. w Niemczech i Austrii. Wśród filmów, w których zagrała był film Roberta Wiene Zemsta kobiety (org. Die Rache einer Frau, 1921). Z aktorstwa wycofała się w latach 20. XX wieku.